# Sức chứa
Sức chứa (hay sức chịu tải) của một môi trường là kích thước quần thể tối đa của một loài sinh vật có thể được duy trì trong môi trường cụ thể đó, do thức ăn, môi trường sống, nước và các tài nguyên khác có sẵn. Trong sinh thái dân số, khả năng mang được định nghĩa là tải trọng tối đa của môi trường, khác với khái niệm cân bằng dân số, có thể thấp hơn nhiều so với khả năng mang theo của môi trường. Ảnh hưởng của khả năng mang đối với động lực học dân số có thể được mô hình hóa bằng một hàm logistic.
Một yếu tố giữ cho kích thước dân số ở trạng thái cân bằng được gọi là một yếu tố điều tiết. 

Đạt khả năng chuyên chở thông qua một đường cong tăng trưởng logistic

Sự khác biệt giữa tỷ lệ sinh và tỷ lệ tử vong là "mức tăng tự nhiên". Nếu dân số của một sinh vật nhất định thấp hơn khả năng mang theo của một môi trường nhất định, môi trường này có thể hỗ trợ cho sự gia tăng tự nhiên tích cực; Nếu nó tìm thấy chính nó trên ngưỡng đó dân số thường giảm. Do đó, khả năng mang vác là số lượng cá thể tối đa của một loài mà môi trường có thể hỗ trợ. 
Kích thước quần thể giảm trên khả năng chịu đựng do một loạt các yếu tố tùy thuộc vào loài có liên quan, nhưng có thể bao gồm không đủ không gian, nguồn cung cấp thực phẩm hoặc ánh sáng Mặt Trời. Khả năng chịu đựng của một môi trường có thể khác nhau đối với các loài khác nhau và có thể thay đổi theo thời gian do nhiều yếu tố bao gồm: nguồn thức ăn, nguồn nước, điều kiện môi trường và môi trường sống.
Khả năng chịu đựng ban đầu được sử dụng để xác định số lượng động vật có thể chăn thả trên một đoạn đất. Ý tưởng gần đây đã được áp dụng cho con người trong bối cảnh chủ nghĩa môi trường. Đối với các biến dân số của con người như vệ sinh và chăm sóc y tế đôi khi được coi là một phần của môi trường. 